# Русија на Европском првенству у атлетици у дворани 2015.
Русија је учествовала на 33. Европском првенству у дворани 2015 одржаном у Прагу, Чешка, од 5. до 8. марта. Ово је било једанаесто Европско првенство у дворани од 1994. године од када Русија учествује самостално под овим именом. Репрезентацију Русије представљала су 44 учесника (25 мушкараца и 19 жена) који су се такмичили у 22 дисциплине (12 мушких и 10 женских).
Представници Русије нису оборили неки национални рекорд, а постигли су 1 најбољи светски резултат, 13 личних рекорда и 10 најбољих личних резултата сезоне.
На овом првенству Русија је заузела 1 место по броју освојених медаља са 8 медаља (6 златних и 2 сребрне). У мушкој конкуренцији била је 6. са 2 медаље (1 златна и 1 сребрна), док је код жена било убедљиво прва са 4 златне и 1 сребрном медаљом. У табели успешности према броју и пласману такмичара који су учествовали у финалним такмичењима (првих 8 такмичара) Русија је са 18 учесником у финалу заузела прво место са 96 бодова.
| Плас. | Земља  | 1. место | 2. место | 3. место | 4. место | 5. место | 6. место | 7. место | 8. место | Бр. финал. - Бод. |
| ----- | ------ | -------- | -------- | -------- | -------- | -------- | -------- | -------- | -------- | ----------------- |
| 1.    | Русија | 6 - 48   | 2 - 14   | –        | 4 - 20   | –        | 3 - 9    | 2 - 4    | 1 - 1    | 18 - 96           |

## Учесници
| Дисциплина   | Спортисти                                                                        | Спортисти                                                                     |
| Дисциплина   | Мушкарци                                                                         | Жене                                                                          |
| ------------ | -------------------------------------------------------------------------------- | ----------------------------------------------------------------------------- |
| 800 м        | Степан Поистогов                                                                 | Атанасија Баздирева Марија Николајева Јекатерина Поистогова                   |
| 1.500 м      | Валентин Смирнов                                                                 | -                                                                             |
| 3.000 м      | Јегор Николајев Алексеј Попов                                                    | Јелена Коропкина                                                              |
| 60 м препоне | Константин Шабанов                                                               | Нина Морозова                                                                 |
| 4 x 400 м    | Јегор Кибакин Алексеј Кениг Павел Савин Никита Веснин Лав Мосин Јарослав Холопов | Олга Товарнова Ан Глотова Јекатерина Ренжина Карина Трепутењ Ксенија Задорина |

| Дисциплина   | Спортисти                                           | Спортисти                                                   |
| Дисциплина   | Мушкарци                                            | Жене                                                        |
| ------------ | --------------------------------------------------- | ----------------------------------------------------------- |
| Скок увис    | Александар Шустов Алексеј Дмитрик                   | Марија Кучина Светлана Школина                              |
| Скок мотком  | Антон Ивакин Александар Грипич                      | Анжелика Сидорова Анастасија Савченко Ангелина Жук-Краснова |
| Скок удаљ    | Василиј Копејкин Павел Шалин                        | -                                                           |
| Троскок      | Алексеј Фјодоров Дмитриј Сорокин Дмитриј Чижиков    | Јекатерина Конева                                           |
| Бацање кугле | Александар Леснов Максим Сидоров Константив Љадусов | Анастасија Подољска                                         |
| Петобој      |                                                     | Александра Бутвина Ана Бланк                                |
| Седмобој     | Иља Шкурењов Артем Лукјаненко                       | —                                                           |

## Освајачи медаља (8)

### Злато (6)
| - Данил Цуплаков – Скок увис - Иља Шкурењов – Седмобој | - Јелена Коропкина – 3.000 м - Марија Кучина – Скок увис - Анжелика Сидорова – Скок мотком - Јекатерина Конева – Троскок |

### Сребро (2)
| - Александар Грипич – Скок мотком | - Јекатерина Поистогова – 800 м |

## Резултати

### Мушкарци
| Атлетичар                                         | Дисциплина   | Лични рекорд | Квалификације | Квалификације | Полуфинале            | Полуфинале   | Финале               | Финале       | Детаљи |
| Атлетичар                                         | Дисциплина   | Лични рекорд | Резултат      | Место         | Резултат              | Место        | Резултат             | Место        | Детаљи |
| ------------------------------------------------- | ------------ | ------------ | ------------- | ------------- | --------------------- | ------------ | -------------------- | ------------ | ------ |
| Степан Поистогов                                  | 800 м        | 1:46,53      | 1:48,70 КВ    | 1. у гр. 2    | 1:47,84 ЛРС           | 4. у гр. 2   | Није се квалификовао | 8 / 40       |        |
| Валентин Смирнов                                  | 1.500 м      | 3:37,55      | 3:47,69 КВ    | 2. у гр. 4    |                       |              | 3:41,88              | 8 / 28       |        |
| Јегор Николајев                                   | 3.000 м      | 7:47,57      | 7:49,24 кв    | 6. у гр. 2    | 7:51,99               | 10 / 25      |                      |              |        |
| Алексеј Попов                                     | 3.000 м      | 7:49,51      | 8:02,56       | 11. у гр. 1   | Нису се квалификовали | 19 / 25      |                      |              |        |
| Константин Шабанов                                | 60 м препоне | 7,52         | 7,61 ЛРС      | 1. у гр. 4    | Нису се квалификовали | 7,66         | 5. у гр. 1           | 10 / 27 (28) |        |
| Алексеј Каниг Павел Савин Никита Веснин Лав Мосин | 4 х 400 м    | 3:04,82 НР   |               |               |                       |              | 3:08,00              | 4 / 6        |        |
| Александар Шустов                                 | Скок увис    | 2,34         | 2,28 кв, =ЛРС | 6.            |                       |              | 2,28 =ЛРС            | 4 / 26 (27)  |        |
| Алексеј Дмитрик                                   | Скок увис    | 2,40         | 2,24          | 12.           | Није се квалификовао  | 12 / 26 (27) |                      |              |        |
| Данил Циплаков                                    | Скок увис    | 2,34         | 2,28 кв       | 3.            | 2,31 =ЛРС             |              |                      |              |        |
| Антон Ивакин                                      | Скок мотком  | 5,70         | 5,60 кв       | 8.            | 5,65                  | 7 / 21 (24)  |                      |              |        |
| Александар Грипич                                 | Скок мотком  | 5,81         | 5,70 кв       | 1.            | 5,85 ЛР               |              |                      |              |        |
| Павел Шалин                                       | Скок удаљ    | 8,08         | 7,94 кв       | 3.            | 7,80                  | 6 / 23       |                      |              |        |
| Алексеј Фeдоров                                   | Троскок      | 17,12        | 16,53 кв      | 5.            | 16,88                 | 4 / 21       |                      |              |        |
| Дмитриј Сорокин                                   | Троскок      | 16,94        | 16,76 КВ      | 1.            | 16,65                 | 6 / 21       |                      |              |        |
| Дмитриј Чижиков                                   | Троскок      | 16,89        | 14,61         | 20.           | Нису се квалификовали | 20 / 21      |                      |              |        |
| Александар Лесној                                 | Бацање кугле | 20,70        | 19,91         | 10.           | Нису се квалификовали | 10 / 27 (33) |                      |              |        |
| Максим Сидоров                                    | Бацање кугле | 20,98        | 19,45         | 14.           | Нису се квалификовали | 14 / 27 (33) |                      |              |        |
| Константин Љадусов                                | Бацање кугле | 20,20        | 19,61         | 13.           | Нису се квалификовали | 13 / 27 (33) |                      |              |        |

- Такмичари штафете означени бројем су учествовали у још неким дисциплинама.

#### Седмобој
| Дисциплина   | Артем Лукјаненко | Артем Лукјаненко | Артем Лукјаненко | Артем Лукјаненко | Артем Лукјаненко | Артем Лукјаненко |
| Дисциплина   | Лич. рек.        | Резултат         | Бод.             | Плас.            | Укупно           | Плас.            |
| ------------ | ---------------- | ---------------- | ---------------- | ---------------- | ---------------- | ---------------- |
| 60 м         | 6,99             | 7,02 ЛРС         | 875              | 6.               | 875              | 6.               |
| Скок удаљ    | 7,54             | 6,79             | 764              | 13.              | 1.639            | 13.              |
| Бацање кугле | 15,38            | 14,70            | 771              | 4.               | 2.410            | 10.              |
| Скок увис    | 2,06             | 1,95             | 758              | 11.              | 3.168            | 12.              |
| 60 м препоне | 7,78             | 8,01 ЛРС         | 979              | 7.               | 4.147            | 11.              |
| Скок мотком  | 5,04             | 5,20 ЛР          | 972              | 4.               | 5.119            | 7.               |
| 1.000 м      | 2:44,82          | 2:52,65          | 738              | 12.              |                  | 1.               |
| Седмобој     | 6,071            |                  |                  |                  | 5.857            | 10 / 12 (15)     |

| Дисциплина   | Иља Шкурењов | Иља Шкурењов | Иља Шкурењов | Иља Шкурењов | Иља Шкурењов   | Иља Шкурењов |
| Дисциплина   | Лич. рек.    | Резултат     | Бод.         | Плас.        | Укупно         | Плас.        |
| ------------ | ------------ | ------------ | ------------ | ------------ | -------------- | ------------ |
| 60 м         | 7,04         | 6,98 ЛР      | 889          | 4.           | 889            | 4.           |
| Скок удаљ    | 7,54         | 7,78 ЛР      | 1.005        | 1.           | 1.894          | 1.           |
| Бацање кугле | 14,40        | 13,89        | 722          | 8.           | 2.616          | 2.           |
| Скок увис    | 2,11         | 2,10         | 896          | 1.           | 3.512          | 1.           |
| 60 м препоне | 8,06         | 7,86 ЛР      | 1.017        | 1.           | 4.529          | 1.           |
| Скок мотком  | 5,20         | 5,30 ЛР      | 1.004        | 1.           | 5.533          | 1.           |
| 1.000 м      | 2:41,65      | 2:44,84 ЛРС  | 820          | 8.           | 6.353          | 1,           |
| Седмобој     | 6.018        |              |              |              | 6.353 СРС, ЕРС |              |

### Жене
| Атлетичарка                                                    | Дисциплина   | Лични рекорд | Квалификације   | Квалификације | Полуфинале            | Полуфинале            | Финале                | Финале                | Детаљи |
| Атлетичарка                                                    | Дисциплина   | Лични рекорд | Резултат        | Место         | Резултат              | Место                 | Резултат              | Место                 | Детаљи |
| -------------------------------------------------------------- | ------------ | ------------ | --------------- | ------------- | --------------------- | --------------------- | --------------------- | --------------------- | ------ |
| Атанасија Баздирева                                            | 800 м        | 2:02,13      | 2:04,22 КВ      | 2. у гр. 3    | Дисквалификована      | Дисквалификована      | није се квалификовала | није се квалификовала |        |
| Јекатерина Поистогова                                          | 800 м        | 2:00,73      | 2:01,44 КВ, ЛРС | 1. у гр. 1    | 2:08.72 КВ            | 3. у гр. 1            | 2:01,99               |                       |        |
| Марија Никлајева                                               | 800 м        | 2:02,22      | 2:07,16         | 4. у гр. 4    | није се квалификовала | није се квалификовала | није се квалификовала | 19 / 20               |        |
| Јелена Коропкина                                               | 3.000 м      | 8:47,61      | 9:04,22         | 2. у гр. 2    |                       |                       | 8:47,62               |                       |        |
| Нина Морозова                                                  | 60 м препоне | 8,06         | 8,12 КВ         | 3. у гр. 1    | 8,05 ЛР               | 6. у гр. 1            | није се квалификовала | 11 / 25 (26)          |        |
| Karina Triputen Јекатерина Ренжина Олга Товарнова Јана Глотова | 4 х 400 м    | 3:23,37 НР   |                 |               |                       |                       | 3:32,53               | 6 / 6                 |        |
| Марија Кучина                                                  | Скок увис    | 2,01         | 1,94 КВ         | 2.            |                       |                       | 1,97                  |                       |        |
| Анастасија Савченко                                            | Скок мотком  | 4,71         | 4,30            | 16.           | није се квалификовала | 16 / 22               |                       |                       |        |
| Анжелика Сидорова                                              | Скок мотком  | 4,75         | 4,60 КВ         | 1.            | 4,80 ЛР               |                       |                       |                       |        |
| Ангелина Жук-Краснова                                          | Скок мотком  | 4,67         | 4,60 КВ         | 3.            | 4,60                  | 4 / 22                |                       |                       |        |
| Јекатерина Конева                                              | Троскок      | 14,68        | 14,20           | 5.            | 14,69 СРС             |                       |                       |                       |        |
| Анастасија Подољска                                            | Бацање кугле | 17,97        | 16,84 кв        | 7.            | 16,81                 | 7 / 14 (15)           |                       |                       |        |

#### Петобој
| Дисциплина   | Александра Бутвина | Александра Бутвина | Александра Бутвина | Александра Бутвина | Александра Бутвина | Александра Бутвина |
| Дисциплина   | Лич. рек.          | Резултат           | Бод.               | Плас.              | Укупно             | Плас.              |
| ------------ | ------------------ | ------------------ | ------------------ | ------------------ | ------------------ | ------------------ |
| 60 м препоне | 8,61               | 8,74 ЛРС           | 965                | 12.                | 965                | 12.                |
| Скок увис    | 1,83               | 1,77               | 941                | 7.                 | 1.906              | 14.                |
| Бацање кугле | 15,90              | 14,96              | 858                | 6.                 | 2.764              | 11.                |
| Скок удаљ    | 6,17               | 6,03 ЛРС           | 859                | 10.                | 3.623              | 10.                |
| 800 м        | 2:12,31            | 2:14,84 ЛРС        | 895                | 5.                 | 4.518 ЛРС          | 10.                |
| Петобој      | 4.615              |                    |                    |                    | 4.518 ЛРС          | 10 / 12 (14)       |

| Дисциплина   | Ана Бланк | Ана Бланк  | Ана Бланк | Ана Бланк | Ана Бланк | Ана Бланк    |
| Дисциплина   | Лич. рек. | Резултат   | Бод.      | Плас.     | Укупно    | Плас.        |
| ------------ | --------- | ---------- | --------- | --------- | --------- | ------------ |
| 60 м препоне | 8,89      | 8,73 ЛР    | 967       | 11.       | 967       | 11.          |
| Скок увис    | 1,78      | 1,77       | 941       | 10.       | 1.908     | 13.          |
| Бацање кугле | 13,31     | 14,11 ЛР   | 801       | 10.       | 2.709     | 13.          |
| Скок удаљ    | 6,10      | 6,03       | 859       | 9.        | 3.568     | 11.          |
| 800 м        | 2:15,94   | 2:13,04 ЛР | 921       | 2.        | 4.489 ЛР  | 12.          |
| Петобој      | 4.394     |            |           |           | 4.489 ЛР  | 11 / 12 (14) |